# Риньяк (Аверон)
Ринья́к (фр. Rignac, окс. Rinhac) — коммуна во Франции, находится в регионе Окситания. Департамент — Аверон. Административный центр кантона Риньяк. Округ коммуны — Родез.
Код INSEE коммуны — 12199.
Коммуна расположена приблизительно в 500 км к югу от Парижа, в 115 км северо-восточнее Тулузы, в 24 км к западу от Родеза.

## Население
Население коммуны на 2008 год составляло 1889 человек.
| 1962 | 1968 | 1975 | 1982 | 1990 | 1999 | 2008 |
| ---- | ---- | ---- | ---- | ---- | ---- | ---- |
| 1541 | 1675 | 1571 | 1585 | 1668 | 1658 | 1889 |

## Администрация
| Период | Период | Фамилия         | Партия                                                  | Примечания |
| ------ | ------ | --------------- | ------------------------------------------------------- | ---------- |
| 1977   | 2001   | Жан Пюш         | Союз за французскую демократию — Республиканская партия |            |
| 2001   |        | Жан-Марк Кальве | Разные правые                                           |            |

## Экономика
В 2007 году среди 1097 человек в трудоспособном возрасте (15—64 лет) 793 были экономически активными, 304 — неактивными (показатель активности — 72,3 %, в 1999 году было 65,0 %). Из 793 активных работали 748 человек (382 мужчины и 366 женщин), безработных было 45 (23 мужчины и 22 женщины). Среди 304 неактивных 132 человека были учениками или студентами, 100 — пенсионерами, 72 были неактивными по другим причинам.

## Фотогалерея

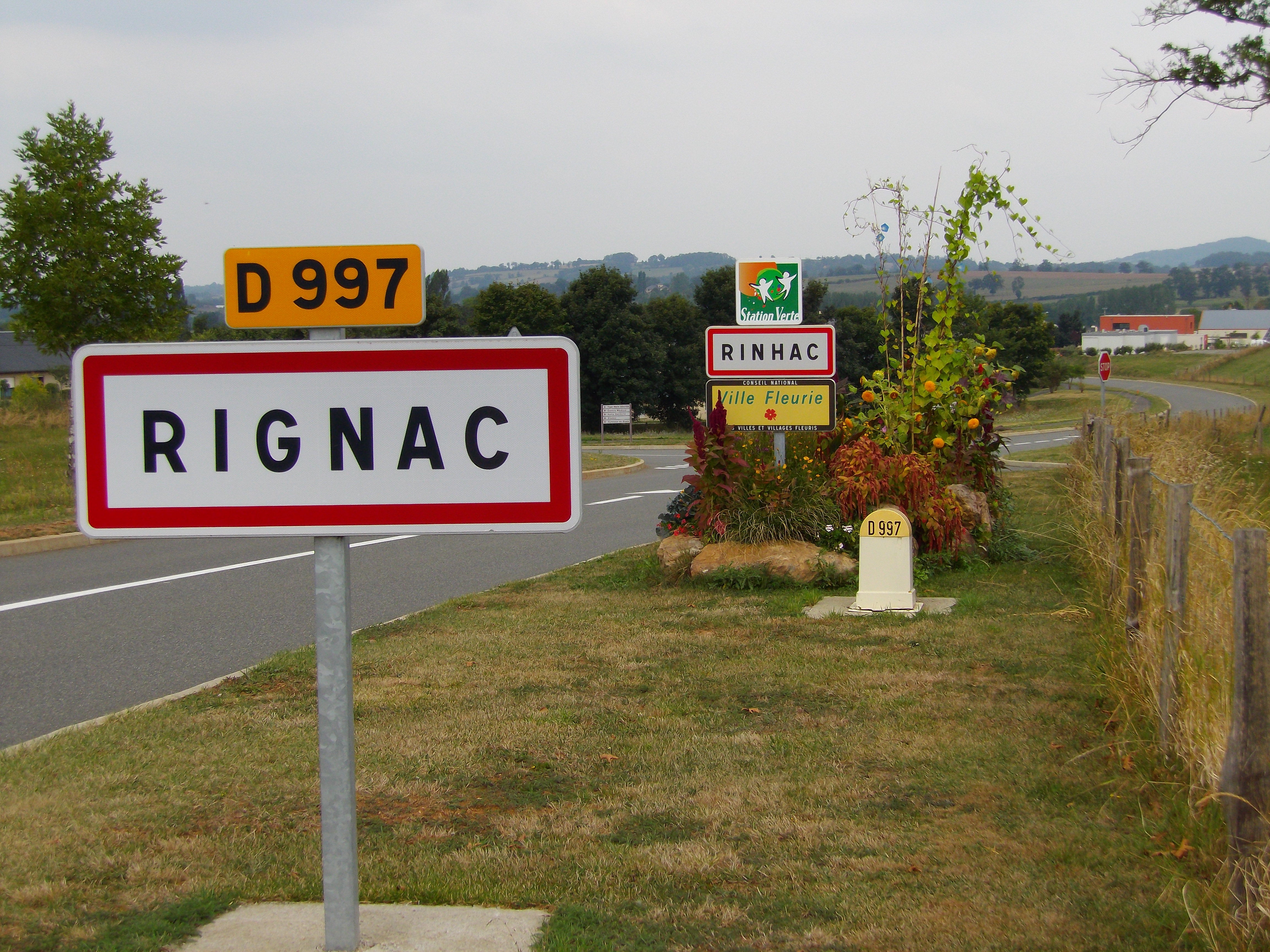
Въезд в Риньяк
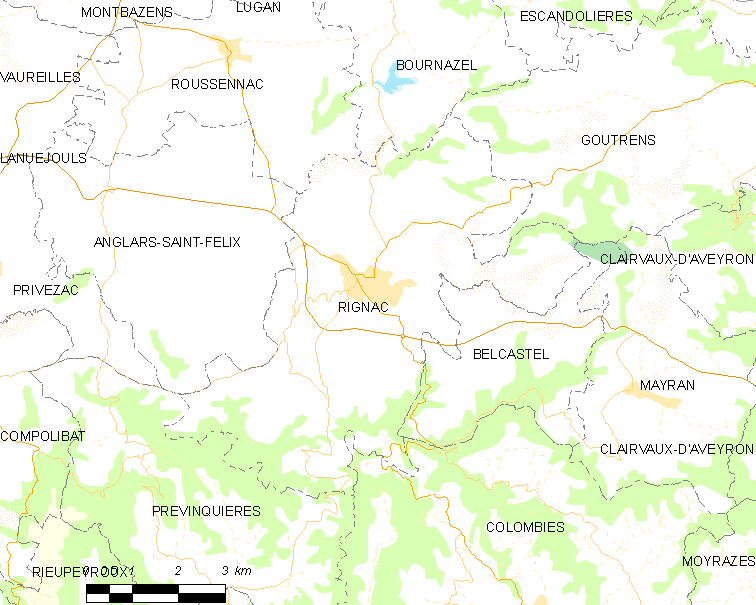
Карта коммуны